# Bierbrauerei Richard Fischer
Bierbrauerei Richard Fischer – browar w Gdańsku-Nowym Porcie, który funkcjonował w latach 1708–1945 przy ul. Starowiślnej 2 (wówczas Weichselstr.). Jeden z czterech browarów należących do mennonickiej rodziny Fischer. Pozostałe to: Brauerei Paul Fischer Inh. Frau Johanna Wenkel przy ul. Ogarnej 8-9, Brauerei A.Fischer jun. Inh. Rud. Winkelhausen przy Trakcie św. Wojciecha 68, oraz Brauerei A.Fischer przy ul. Korzennej 20. Pozostałości obiektu wpisane są do rejestru zabytków

## Historia
Browar utworzony w 1708 przez Mathiasa Broschke (1751–1806), który przekazał go synowi Ludwikowi Broschke (1783–1840). Od 1804 browar był w posiadaniu (lub współposiadaniu) rodziny Fischer, co wyraźnie podkreślano na pokrywach beczek z piwem (seit 1804 im Besitz der Familie Fischer), jednocześnie używając nazwy L. Broschke (1817). Wydaje się, iż pełnym właścicielem browaru rodzina Fischer była dopiero od 1818. Pierwszym właścicielem z rodziny był Johann Joseph Fischer (1787–1837), kolejnym jego syn Richard Ignatz Fischer (1818–1888). Dzięki kolejnemu z właścicieli browaru – Richardowi Fischerowi (1818–1888), wieloletniemu rajcy miejskiemu, wybrukowano ulice w dzielnicy, zaś mniej zamożni mieszkańcy otrzymywali do picia wodę źródlaną. Na jego cześć jedną z ulic Nowego Portu nazwano – Fischerstrasse (obecnie Rybołowców). W 1867 Richard Fisher kupił pałacyk Hochwasser (Stawowie) w Sopocie, w którym zmarł, pochowany na cmentarzu w Nowym Porcie. Browar miał zdolność produkcyjną rzędu 50 000 hektolitrów rocznie. Na początku wieku XX browar zatrudniał ponad 30 robotników, w 1908 – 36, zaś w okresie międzywojennym ok. 60 pracowników. Do 1914 część produkcji eksportowano do krajów skandynawskich, Belgii, Holandii. Do Anglii wysyłano około 50% ekstrakt piwa jopejskiego („spruce black beer“). W browarze produkowano również likiery.
Do 1915 właścicielem browaru był Georg Albert Fischer, następnie Erich Gottlieb Fischer, a od 1939 Paul Fischer. Warzenie piwa kontynuowano do zniszczenia browaru w 1945.
Obecnie zachowała się jedynie ruina dworku właścicieli. W latach 1945–1946 funkcjonowała w nim restauracja „Pawilon”, następnie Zarząd Budynków Mieszkalnych, firma „Port Service”, ostatecznie pełnił rolę budynku mieszkalnego (do 2006).

### Kolejne nazwy
- L. Broschke 1817
- Fischer und A. Laurentin 1831
- J. Fischer
- Richard Fischer Brauerei 1865–1908
- Danziger Malz und Exportbierbrauerei Fischer Inh. Georg Fischer 1915
- Brauerei Richard Fischer Inh. Georg Fischer 1920
- Export und Lagerbierbrauerei Richard Fischer KG 1938

### Piwa produkowane do 1945
- Caramel Vollbier
- Hansa-Edel-Pils
- Hansa-Pils (Piwo Hanzy)
- Patrizier Bräu (Piwo Patrycjuszowskie)